# Nahavand
Nahāvand (in persiano نهاوند‎), Nihavand (arabo Nihāwand), Nehavend o Nahavend è una città dello shahrestān di Nahavand, circoscrizione Centrale, nella provincia di Hamadan. Si trova a sud di Hamadan, nella parte più meridionale della provincia. Aveva, nel 2006, una popolazione di 72.218 abitanti. Oltre al persiano, altre lingue parlate sono il luri e il curdo.

## Storia
È una delle più antiche città persiane, l'antico nome era Laodicea, Laodiceia o Laodikeia (in greco antico: Λαοδικεια); ed anche Laodicea in Media, Laodicea in Persia, Antiochia in Persia, Antiochia di Cosroe (greco antico: Αντιόχεια του Χοσρόη), Antiochia in Media (greco antico: Αντιόχεια της Μηδίας), Nemavand e Niphaunda.